# Leopoldo Gamberini
Leopoldo Gamberini (Como, 12 marzo 1922 – Genova, 22 aprile 2012) è stato un compositore, direttore d'orchestra, direttore di coro, ricercatore scientifico in biomusica e un musicologo italiano.

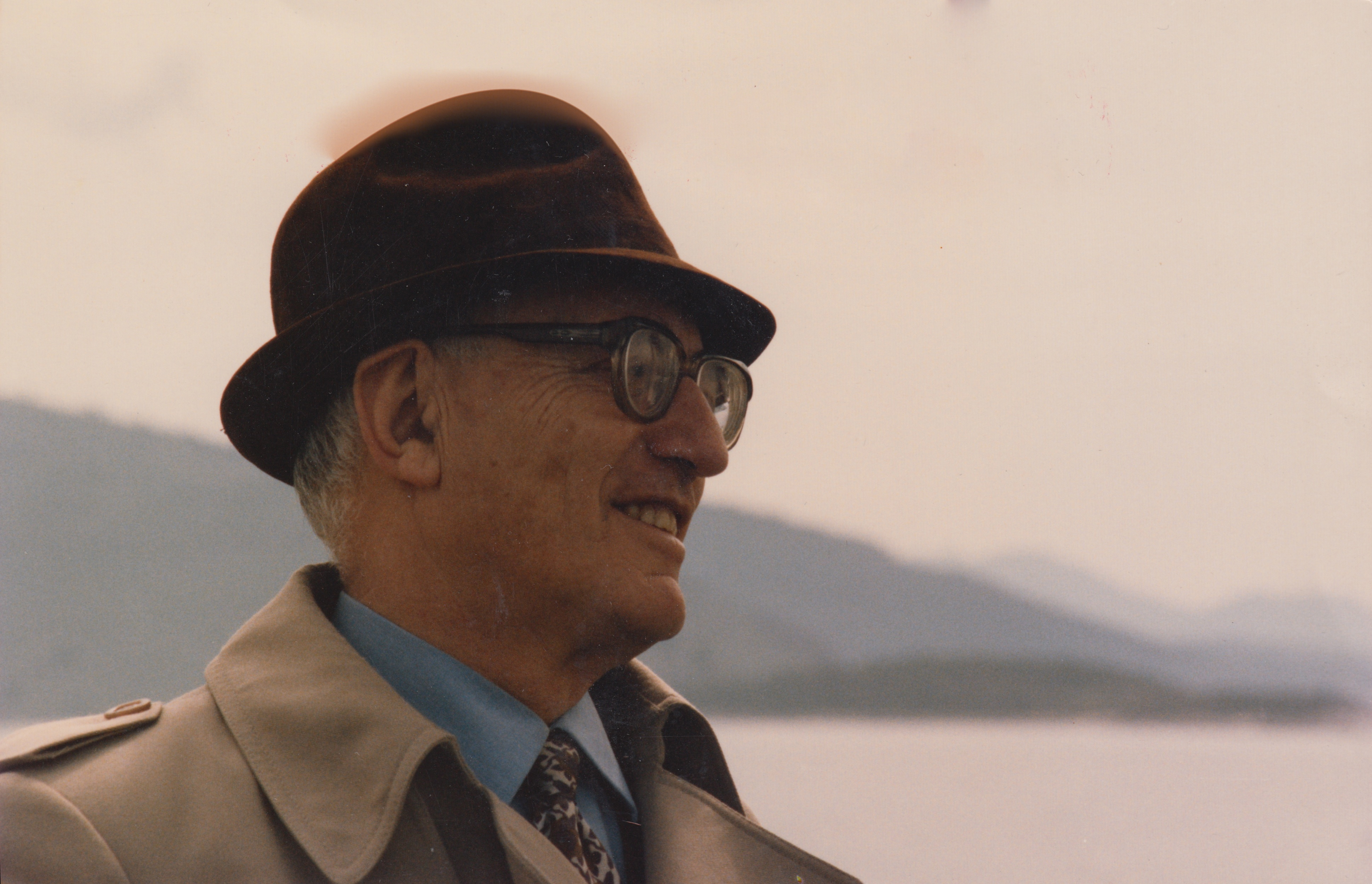
Leopoldo Gamberini (1986)

È stato uno dei pionieri della musicoterapia, materia da lui trattata fin dal primo congresso internazionale di musica e terapia svoltosi a Bologna nel 1974, con particolare riguardo alle connessioni tra musica, medicina e cibernetica, e in rapporto specialmente all'influenza che le frequenze sonore hanno sulle cellule nervose e sui tessuti organici.
Franco Abbiati, nella sua Storia della musica lo indica come uno fra i maggiori musicologi del Novecento.

## Biografia
Direttore del complesso vocale e strumentale de I Madrigalisti di Genova, da lui fondato nel 1958, Gamberini - laureato in Lettere e Medicina - ha compiuto gli studi musicali presso i Conservatori di Genova - sua città di adozione -  e Torino, specializzandosi, oltre che in composizione - nel suono del pianoforte e del violino. Ha seguito i corsi di perfezionamento presso i maestri Liebermann e Markevich a Salisburgo e all'Accademia Musicale Chigiana di Siena. Presso la Scuola di Paleografia Musicale di Cremona e al Conservatorio Benedetto Marcello di Venezia ha approfondito i propri studi in musicologia.

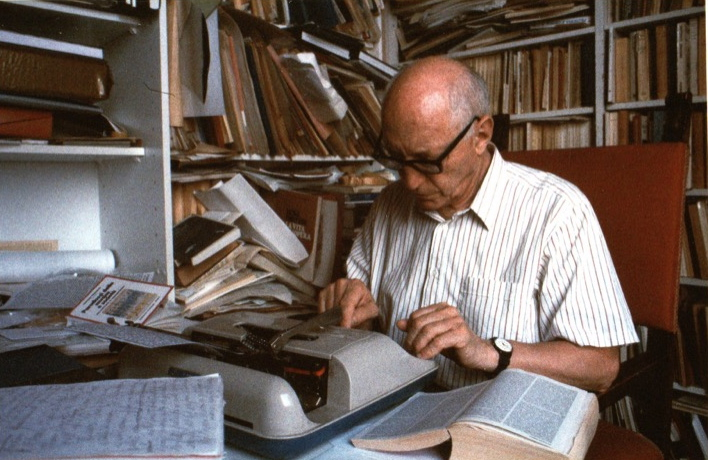
L. Gamberini nel suo studio

Libero docente in Storia della teoria musicale e titolare della cattedra di Storia della musica presso la facoltà di Lettere all'Università di Genova, ha fra l'altro ricoperto importanti cariche alla facoltà di Magistero dell'Università di Siena.
Gamberini è stato inoltre fondatore del Laboratorio di Fonologia presso la facoltà di Fisica dell'Università di Genova e socio fondatore della Società Italiana di Musicologia, nonché membro onorario dell'Associazione Le Royaume de la Musique di Parigi.
Come compositore è autore di numerose musiche di scena per lavori teatrali classici e moderni, fra cui la Cantata scenica Anna Frank per soprano, coro e orchestra e suoni elettronici. Questo suo lavoro è stato presentato per la prima volta all'Opera di Stato di Berlino e ripreso nel 1998 all'Auditorium della Radio Televisione di Minsk (Bielorussia); infine è stato nuovamente rappresentato al Conservatorio Giuseppe Verdi di Milano il 12 marzo 2000, giorno del suo settantottesimo compleanno.
Sempre come autore, ha firmato anche oratori, sinfonie, musica corale e musica da camera. Degna di segnalazione, in particolare, la composizione (nel 1988) di una cantata scenica - rappresentata due anni dopo in prima mondiale al teatro Carlo Felice di Genova - dal titolo Cristoforo Colombo, 12 ottobre 1492, scritta per voce di baritono, coro ed orchestra. Tale cantata scenica, realizzata con il ricorso all'elettronica attraverso i computer della facoltà di Ingegneria dell'università genovese, è stata ripresa, in forma di concerto, per le manifestazioni colombiane del 1992.

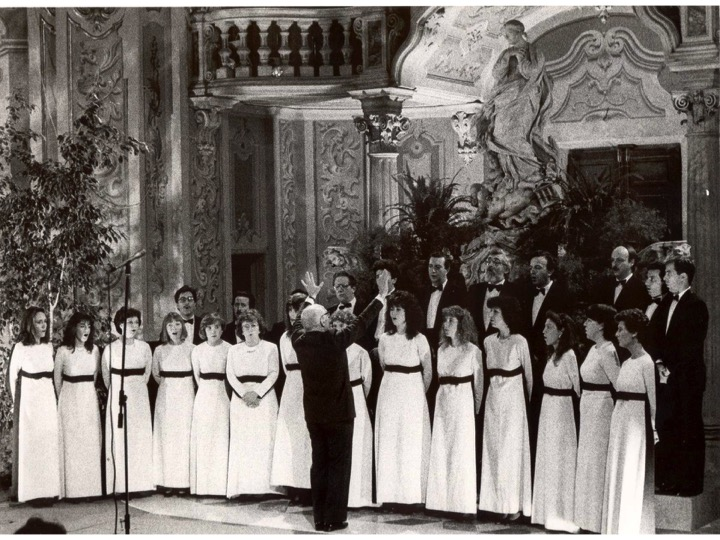
I Madrigalisti di Genova all'Oratorio di San Filippo (1984)

Oltre al complesso polifonico e strumentale de I Madrigalisti di Genova con cui ha ottenuto i più alti riconoscimenti, fra cui le medaglie d'oro del governo belga (nel 1970) e del governo francese nel 1972 e 1974, Gamberini ha fondato e diretto la Johann Christian Bach Orchestra, assieme alla quale ha inciso sia musiche dello stesso Bach che di compositori genovesi le cui partiture non erano praticamente mai state pubblicate.
Come ricercatore ha scoperto, studiato ed eseguito musiche antiche greche, del periodo medioevale e del  Rinascimento, oltre che di musica barocca, che ha inciso per la Angelicum e la Ars Nova; ha inoltre sviluppato in numerosi studi teorici l'interesse per la musica greca, ebraica, gregoriana, fino alla musica contemporanea.
All'attivo di Gamberini, infine, la trascrizione e recensione di manoscritti del XVI e del XVIII secolo tratti dalla Biblioteca del Conservatorio Niccolò Paganini di Genova.
Come autore di testi didattici Gamberini ha pubblicato fra l'altro:
- un trattato su La parola e la musica nell'antichità (Firenze, Olschki Ed. 1962)
- la prima traduzione italiana con commento dell'opera di Plutarco Della musica (Firenze, Olschki Ed. 1979)
- Volume I de La vita musicale europea nel 1800 (Università di Siena, 1978)

A testimonianza dell'estrema duttilità e attenzione posta da Gamberini in rapporto al coniugare la musica in generale e quella antica in particolare con i più moderni strumenti forniti dall'elettronica, vale la pena di riportare quanto ebbe a dichiarare nel novembre del 1989 al Giornale della musica di Torino:
"Le riproduzioni sonore ottenibili con il CD sono le migliori che un musicista possa chiedere; però c'è in questa perfezione assoluta (del suono, così come del silenzio), qualcosa di disumano, meglio, di transumano. L'imperfezione fa parte della nostra vita; ha, dunque, diritto di esistenza anche nell'ascolto della musica".
È scomparso nel 2012 all'età di 90 anni.